# Cyanodiscus occidentalis
Cyanodiscus occidentalis är en svampart som beskrevs av E. Müll. & M.L. Farr 1971. Cyanodiscus occidentalis ingår i släktet Cyanodiscus och familjen Saccardiaceae.   Inga underarter finns listade i Catalogue of Life.